# Odontosciara perpallida
Odontosciara perpallida är en tvåvingeart som beskrevs av Edwards 1925. Odontosciara perpallida ingår i släktet Odontosciara och familjen sorgmyggor. Inga underarter finns listade i Catalogue of Life.